# Independente de Nova América
O Grêmio Recreativo Escola de Samba Independentes de Nova América é uma escola de samba de Nova Iguaçu, sediada no bairro Nova América. Atualmente, está filiada como bloco de enredo, filiada à Federação dos Blocos Carnavalescos do Estado do Rio de Janeiro.
Foi nessa agremiação que Neguinho da Beija-Flor começou no mundo do samba.

## História
Em 2008, terminou na 4º colocação do Grupo A, equivalente à primeira divisão de de Nova Iguaçu.
Em 2012, após a extinção da ABESNI, se filiou à LEBESNI. Foi a primeira a desfilar no Carnaval de Nova Iguaçu de 2012, quando abordou o Sol como tema de seu desfile. Em 2014, obteve apenas a décima-primeira colocação num desfile que falava sobre os exercícios físicos.
Com a paralisação dos desfiles de escolas de samba em Nova Iguaçu, em 2019 a agremiação ser filiou à Federação dos Blocos, passando a desfilar no recém-recriado Grupo C, como bloco de enredo. Logo em sua estreia foi campeã, conseguindo a ascensão para o Grupo 2.

## Segmentos

### Presidentes
| Nome                           | Mandato      | Ref.        |
| ------------------------------ | ------------ | ----------- |
| Reginaldo Alves de Albuquerque | ?-atualidade | [ 5 ] [ 6 ] |

### Diretores
| Ano       | Direção de Carnaval  | Direção de Harmonia  | Mestre de Bateria | Ref.  |
| --------- | -------------------- | -------------------- | ----------------- | ----- |
| 2013-2014 | Comissão de Carnaval | Comissão de Harmonia | Cavalinho         | [ 7 ] |
| 2015      | Beto de Santa Rita   | Comissão de Harmonia | Léo               |       |
| 2020-     | Beto de Santa Rita   | Comissão de Harmonia | Júlio Cabeleira   | [ 8 ] |

### Coreógrafo
| Ano  | Nome               | Ref. |
| ---- | ------------------ | ---- |
| 2014 | Claudinei Montillo |      |

### Casal de Mestre-sala e Porta-bandeira
| Ano       | Nome          | Ref.  |
| --------- | ------------- | ----- |
| 2013-2014 | Sidnei e Bete | [ 7 ] |
| 2016      | Robson e Gaby |       |

### Rainha de bateria
| Ano   | Nome            | Ref.  |
| ----- | --------------- | ----- |
| 2014  | Natália Furacão |       |
| 2020- | Verônica Lima   | [ 6 ] |

### Intérpretes
| Carnavais | Intérprete oficial                          | Ref   |
| --------- | ------------------------------------------- | ----- |
| 2009      | Nino do Milênio                             |       |
| 2010-2012 | Paulinho Pontes                             |       |
| 2013      | Cléber Santa Rita e Joelson do Nova América |       |
| 2014      | Márcio Oliveira                             |       |
| 2020      | Paulinho Pontes                             | [ 8 ] |

## Carnavais
| Ano  | Colocação    | Grupo                      | Enredo                                                                                                  | Carnavalesco                                                      | Ref.  |
| ---- | ------------ | -------------------------- | --- | ----------------------------------------------------------------- | ----- |
| 2009 | 5º lugar     | Grupo Especial             | Escrava Anastácia, A força da Raça                                                                      | Walter Cardoso, Walter Guilherme, Mazinho 100%                    |       |
| 2010 | 4º lugar     | Grupo Especial             | Nova Iguaçu - Verde que te quero verde                                                                  | Walter Cardoso, Walter Guilherme Mazinho 100%, Juninho Fala Sério |       |
| 2011 | 8º lugar     | Grupo Especial             | De bar em bar, ninguém me segue, só bebo água que passarinho não bebe                                   | Silvio César Ribeiro                                              |       |
| 2012 | 7º lugar     | Grupo Especial             | Sol! O astro-rei e a energia da vida                                                                    | Walter Guilherme                                                  |       |
| 2013 | Hour-concurs | Grupo Especial             | Mulheres em ação! De passo a passo elas vão conquistando seu espaço Compositores:Zezé, Jacaré e Cléber. | Walter Guilherme                                                  | [ 7 ] |
| 2014 | 11º lugar    | Grupo Especial             | Na ginástica da vida tem tristeza e alegria. Na festa do carnaval, que legal! Exercício e a folia.      | Ângelo Bispo                                                      | [ 5 ] |
| 2015 | Não Desfilou | Grupo Especial             | Ecoa um grito de paz                                                                                    | Rita Oliveira                                                     |       |
| 2016 | Não Desfilou | Grupo Especial             | Salve o santo padroeiro! Nosso guerreiro.                                                               | Rita Oliveira                                                     |       |
| 2017 | Não Desfilou | Grupo Especial             | Alô, povão, agora é sério. Do Nova América para o mundo, esse “Nêgo” vale ouro”                         | Rita Oliveira                                                     | [ 9 ] |
| 2020 | Campeã       | Grupo C (terceira divisão) | A Hidra de Iguaçu - Os Quilombos como resistência, contra a escravidão e o racismo                      | Juninho Fala Sério                                                | [ 8 ] |
| 2022 | Vice-Campeã  | Grupo B (segunda divisão)  | Rezadeiras - O Amor que Faz Milagres!                                                                   | Juninho Fala Sério                                                |       |
| 2023 | Campeã       | Grupo 2 (segunda divisão)  | Se Achegue pra Campina Grande - O Maior São João do Mundo                                               | Clébio de Freitas                                                 |       |
| 2024 | 8º lugar     | Grupo 1 (primeira divisão) | Nova Iguaçu, Cidade das Águas                                                                           | Juninho Fala Sério                                                |       |
| 2025 | 10º lugar    | Grupo 1 (primeira divisão) | Alô, povão! Agora é sério! Canta Independente de Nova América. Segura isso é comunidade Hein! PLIM…     | Clébio de Freitas                                                 |       |